# انریکه ماتا
انریکه ماتا (اسپانیایی: Enrique Mata‎؛ زادهٔ ۱۵ ژوئن ۱۹۸۵ ‏(۳۹ سال)) دوچرخه‌سوار اهل اسپانیا است. وی در تیم‌هایی همچون سونیر دوال-پرودیر عضو بوده است.